# Миловидов, Александр Михайлович
Александр Михайлович Миловидов (8 сентября 1901 — ?) — советский военачальник, полковник, участник Великой Отечественной войны.

## Биография
Александр Михайлович Миловидов родился 8 сентября 1901 года в селе Отрада-Семёновское Серпуховского уезда Московской губернии. До призыва в армию работал счетоводом. В декабре 1920 года был призван на службу в Красную Армию. В 1924 году окончил 2-ю Московскую артиллерийскую школу имени Л. Б. Красина, после чего служил на командных должностях в различных зенитно-артиллерийских частях. В 1939 году окончил школу подготовки штабных командиров при Военной академии имени М. В. Фрунзе, после чего был назначен помощником начальника штаба ПВО Москвы. С апреля 1941 года был начальником штаба Витебского бригадного района ПВО. Здесь его застало начало Великой Отечественной войны.
С первых дней Великой Отечественной войны — на её фронтах. С августа 1941 года был начальником отдела ПВО 30-й армии. Участвовал в Смоленском сражении. Участвовал в битве за Москву, будучи начальником штаба Ржевского бригадного района ПВО, начальником 1-го отдела Управления ПВО Калининского фронта. С июля 1942 года исполнял обязанности начальника отдела ПВО Управления начальника артиллерии Калининского фронта. Принимал участие в освобождении Калининской и Смоленской областей. 31 августа 1943 года назначен командиром 37-й зенитно-артиллерийской дивизии Резерва Главного Командования. Во главе неё освобождал Украинскую ССР. С середины января 1944 года был начальником штаба Бологоевского дивизионного района ПВО, позднее был начальником штаба 2-го корпуса ПВО, начальником штаба 57-й зенитно-артиллерийской дивизии Резерва Главного Командования.
В июне 1946 года в звании полковника был уволен в запас.
Дальнейшая судьба не установлена.

## Награды
- Орден Ленина (6 мая 1946 года);
- Орден Красного Знамени (3 ноября 1944 года);
- Орден Отечественной войны 2-й степени (6 марта 1943 года);
- Медали.